# Lindmania brachyphylla
Lindmania brachyphylla (лат. Lindmania brachyphylla) — растение из рода Линдмания семейства Бромелиевые (лат. Bromeliaceae) подсемейства Питкерниевые (лат. Pitcairnioideae).

## Автор названия вида
Вид Lindmania brachyphylla был изучен и описан известным американским ботаником Лайманом Брэдфордом Смитом, который специализировался на семействе Бромелиевые.

## Распространение
Растение Lindmania brachyphylla встречается в Венесуэле, где является эндемичным видом.